# Alto de la Mesa
Alto de la Mesa, también conocida como Mesa Pinos, es una barriada del municipio español de Minas de Riotinto, en la provincia de Huelva, dentro de la comunidad autónoma de Andalucía. Según datos del INE, en el año 2020 contaba con una población de 515 habitantes. El núcleo de Alto de la Mesa nació a finales del siglo XIX como un poblado obrero ligado a las actividades mineras de la zona, conservando en la actualidad parte de su fisonomía original.

## Historia

### Edad Antigua
En la zona del cerro de Alto de la Mesa se han encontrado restos arqueológicos de la Antigüedad, correspondientes a las explotaciones mineras de época romana. No obstante, las actividades mineras desarrolladas en época contemporánea han supuesto la desaparición en su casi totalidad de los restos estructurales arquitectónicos de la Antigüedad, conservándose parcialmente algunos sillares de gossan canteados. Por contra, las evidencias materiales que mejor se han conservado son restos materiales cerámicos, especialmente fragmentos de tégulas

### Edad Contemporánea
En 1873 la Rio Tinto Company Limited (RTC) adquirió las minas de Riotinto, iniciándose una espectacular expansión de las actividades mineras y metalúrgicas en la zona. Esto conllevó un aumento considerable de la mano de obra necesitada para desarrollar las labores y, en consecuencia, un aumento de la población en la cuenca. Hacia finales del siglo XIX fueron articulándose una serie de poblados obreros de nueva creación: Alto de la Mesa, El Valle, La Atalaya, La Naya, Río Tinto-Estación o La Dehesa. La creación de Alto de la Mesa data de 1878, siendo establecido con el objetivo de albergar a obreros inmigrantes ―portugueses en su mayoría― que hasta entonces vivían en chozas y chabolas. Se levantaron varias filas de viviendas obreras. Además, el barrio fue dotado de servicios básicos, como un dispensario médico, un economato, etc. Alto de la Mesa se encontraba situado junto a las explotaciones de Filón Sur y el núcleo original de Riotinto, que eventualmente acabaría desapareciendo por el avance de los trabajos mineros. Debido a ello, a comienzos del siglo XX se construyeron en la barriada nuevas viviendas para los obreros y empleados procedentes del pueblo histórico.
A diferencia de lo ocurrido con otros poblados durante la segunda mitad del siglo XX, el Alto de la Mesa no fue desmantelado y ha continuado estando habitado.